# Division 2 i fotboll för damer
Division 2 är den fjärde högsta divisionen i svensk damfotboll. Den består för närvarande (2023) av 11 serier, varav fyra från Norrland, tre från Svealand och fyra från Götaland, där varje seriesegrande lag flyttas upp till Division 1. Landsdelarna bestämmer själva om kvalspel skall användas för att avgöra uppflyttning. I seriespelet får segraren i varje match tre poäng och förloraren noll, vid oavgjort en poäng till båda lagen.
Före serieomläggningen 2013 bestod Division 2 av nio serier, där de nio vinnarna spelade kval mot varandra i tre grupper med tre lag i varje där de två bästa från varje kvalgrupp gick upp i Division 1, medan det sista laget i varje kvalgrupp fortsatte att spela i Division 2.

## Indelning
- Division 2 Norra Norrland norra (10 lag)
- Division 2 Norra Norrland södra (10 lag)
- Division 2 Mellersta Norrland (10 lag)
- Division 2 Södra Norrland (10 lag)
- Division 2 Östra Svealand (11 lag)
- Division 2 Mellersta Svealand (12 lag)
- Division 2 Västra Svealand (12 lag)
- Division 2 Nordvästra Götaland (12 lag)
- Division 2 Nordöstra Götaland (12 lag)
- Division 2 Västra Götaland (12 lag)
- Division 2 Södra Götaland (12 lag)